# Siikajoki (Fluss)
Der Siikajoki ist ein Fluss in der finnischen Landschaft Nordösterbotten.
Der 160 km lange Fluss hat seinen Ursprung in der Gemeinde Pyhäntä an der Grenze zu Kainuu.
Er fließt in überwiegend nordwestlicher Richtung und erreicht nach etwa 160 km bei der gleichnamigen Stadt Siikajoki den Bottnischen Meerbusen.
Er fließt dabei an den Orten Siikalatva, Rantsila und Ruukki vorbei.
Wichtige Nebenflüsse sind der Lamujoki, sowie Pyhännänjoki, Mulkuanjoki, Neittävänjoki und Luohuanjoki.
Das Einzugsgebiet umfasst 4318 km².